# Les Epesses
 Les Epesses  es una población y comuna francesa, en la región de Países del Loira, departamento de Vendée, en el distrito de La Roche-sur-Yon y cantón de Les Herbiers.

## Demografía
| 1842 | 1876 | 1957 | 2016 | 2107 | 2110 |
| Para los censos de 1962 a 1999 la población legal corresponde a la población sin duplicidades (Fuente: INSEE [Consultar]) |      |      |      |      |      |